# مانويل برناردو أغيري
مانويل برناردو أغيري (بالإسبانية: Manuel Bernardo Aguirre)‏ هو سياسي مكسيكي، ولد في 20 أغسطس 1908 في المكسيك، وتوفي في 4 أبريل 1999. حزبياً، نشط في الحزب الثوري المؤسساتي.